# Sumatra (Schiff, 1926)
Die Sumatra war ein Leichter Kreuzer der niederländischen Marine, der während des Ersten Weltkrieges in Bau gegeben und 1926 in Dienst genommen wurde. Das im Juli 1915 bewilligte Schiff gehörte der aus zwei Einheiten bestehenden Java-Klasse an und wurde nach der indonesischen Insel Sumatra, welche zum damaligen Zeitpunkt niederländische Kolonie war, benannt. Die Kiellegung der Sumatra fand am 15. Juli 1916 bei der Nederlandse Scheepsbouw Maatschappij in Amsterdam statt. Infolge von Kriegsauswirkungen (Lieferengpässe) und auch wegen des streng beachteten Acht-Stunden-Arbeitstages in den neutralen Niederlanden, schritt der Bau jedoch zunächst nur sehr langsam voran. Der Stapellauf fand infolgedessen entweder erst am 29. Dezember 1920 oder am 19. Dezember 1921 statt (die Angaben hierzu sind widersprüchlich). Allerdings entstanden bald neue Verzögerungen. So hatten einerseits die von der Kieler Germaniawerft hergestellten Turbinen erst nach dem Ende des Ersten Weltkrieges und dem Abschluss des Versailler Vertrages geliefert werden können und andererseits ereignete sich am 31. Mai 1922 ein Brand auf dem Firmengelände von Werkspoor, wobei die gerade gelieferten Turbinensätze zerstört wurden. Da die Germaniawerft aufgrund der Auflagen des Friedensvertrages zunächst keine weiteren passenden Turbinen liefern konnte, entschied sich die niederländische Marine daraufhin für den Einbau von Zoelly-Getriebeturbinen des schweizerischen Unternehmens Escher, Wyss & Cie., die aber erst 1923 geliefert wurden. Der Weiterbau des mittlerweile als veraltet angesehenen Kreuzers erfolgte indessen erneut schleppend, so dass die Indienstnahme schließlich erst am 26. Mai 1926 stattfinden konnte.

## Technische Details, Bewaffnung und Modifikationen
Die Sumatra war maximal 155,30 m lang und 16,00 m breit. In voll beladenem Zustand lag der Tiefgang bei 6,22 m. Acht ölbefeuerte Schulz-Thornycroft-Wasserrohrkessel und drei Zoelly-Getriebeturbinen, die drei Wellen ansteuerten, ermöglichten, bei einer maximalen Maschinenleistung von 82.000 WPS, dem Kreuzer eine Höchstgeschwindigkeit von 30,25 kn (etwa 56 km/h). Der Ölvorrat betrug 1.200 Tonnen, welcher dem Schiff eine Seeausdauer von 3.600 Seemeilen (bei 15 kn Marschfahrt) ermöglichte.
Die Bewaffnung der Sumatra setzte sich nach der Indienstnahme aus zehn einzeln aufgestellten 15-cm-Geschützen L/50 Mark 6 des Typs Bofors und vier 7,5-cm-Kanonen L/55 Mark 4 (ebenfalls von Bofors) zusammen. Dazu kamen noch vier 12,7-mm-Maschinengewehre. Die 15-cm-Geschütze waren so aufgestellt, dass sieben Kanonen bei einer Breitseite zum Tragen gebracht werden konnten; je zwei Geschütze standen in überhöhter Aufstellung vor und achtern der Hauptaufbauten, je drei weitere Kanonen waren auf dem Oberdeck zu beiden Schiffsseiten neben den Aufbauten installiert. Die Geschütze befanden sich in nach hinten offenen Turmschilden, welche 100 mm stark gepanzert waren. Im Verlauf der Dienstzeit wurde die Bewaffnung mehrfach modifiziert. Die 7,5-cm-Kanonen kamen bereits 1935 von Bord und wurden durch sechs 4-cm-Bofors-Flak ersetzt, zudem kamen vier weitere 12,7-mm-Maschinengewehre an Bord. Bis etwa um 1942 wurden die acht Maschinengewehre vollständig durch sechs 2-cm-Oerlikon-Flak ersetzt. Ferner erhielt die Sumatra etwa zur gleichen Zeit zwei Wasserbombenwerfer mit zehn Wasserbomben. Die Minenlegevorrichtungen waren bereits in den 1930er Jahren weitgehend ausgebaut worden und sind bis 1942 vollständig von Bord gegeben worden.
Eine Torpedobewaffnung und ein Flugzeugkatapult befanden sich nicht an Bord des Kreuzers. Die beiden mitgeführten Wasserflugzeuge (unter anderem Maschinen der Typen Fokker C.IV und Fokker C.XI-w) mussten von einem hinter dem achteren Schornstein stehenden Schwenkkran ausgesetzt werden und starteten dann von der Wasseroberfläche aus.

## Dienstzeit

### Einsatz in Niederländisch-Indien
Nach der Indienstnahme verlegte die Sumatra Ende 1926 via Gibraltar und Sues nach Niederländisch-Indien. Dort übernahm der Kreuzer in folgenden Jahren Sicherungs- und Kolonialdienste, wobei im Februar 1927 unter anderem Shanghai angelaufen wurde. Nachdem es dort zu Spannungen zwischen chinesischen Nationalisten und Kommunisten gekommen war, setzte der Kreuzer eine 140 Mann starke Landungsgruppe im Hafen ab, die im Geschäftsviertel der Stadt niederländische Interessen schützen sollte. Zu Kampfhandlungen kam es indessen nicht. Im Mai 1927 kehrte die Sumatra nach Niederländisch-Indien zurück.

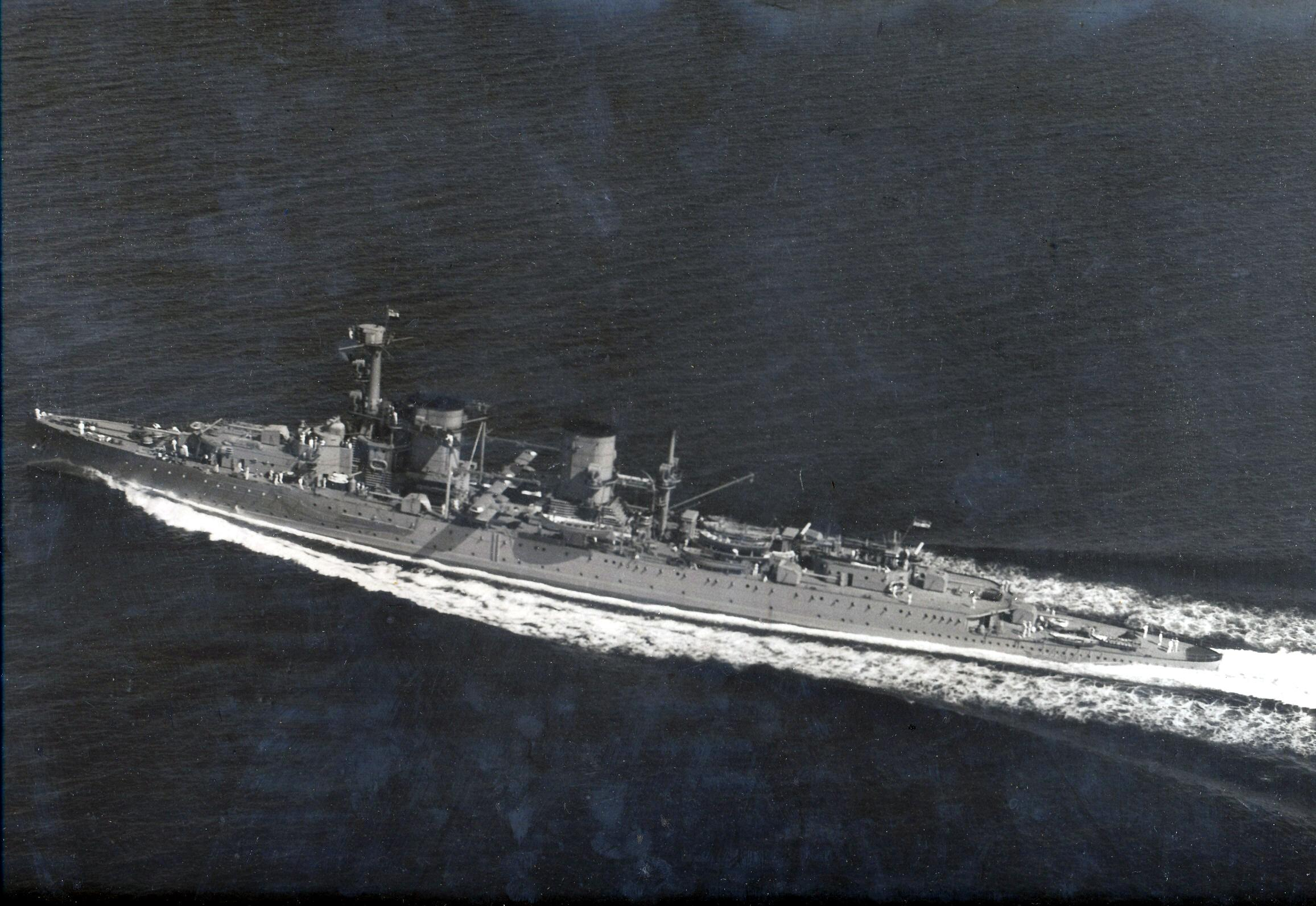
Luftaufnahme der Sumatra während des Marsches auf hoher See (vermutlich Ende der 1930er Jahre).

In den nachfolgenden Jahren folgte eine Serie von teils längeren Werftliegezeiten in Surabaya (unter anderem wegen eines Schadens an einer Turbine Ende 1929). Ein weiterer Zwischenfall ereignete sich am 27. Juli 1930, als während eines Geschwindigkeitstests ein Feuer im Maschinenraum ausbrach. Der Kreuzer erlitt beträchtliche Schäden, musste von dem Minenleger Krakatau nach Surabaya geschleppt werden und ging dort bis November 1930 in die Werft. Am 14. Mai 1931 lief die Sumatra während eines Manövers nahe der Insel Madura auf einen nicht in den Seekarten eingezeichneten Unterwasserfelsen auf. Das Schiff konnte erst nach drei Tagen abgeborgen werden und wurde bis zum 20. September 1931 erneut in Surabaya repariert. 1934/35 absolvierte die Sumatra dort zudem eine längere Werftliegezeit zwecks einer Modernisierung der leichten Bewaffnung. Dabei wurde der Kreuzer zeitweise außer Dienst gestellt.
Nach der erneuten Indienstnahme im Spätsommer 1935 unternahm die Sumatra im November 1935 eine Besuchsreise nach Saigon. Bis 1938 verblieb das Schiff in Asien auf Kolonialstation, dann verlegte der Kreuzer zurück nach den Niederlanden.

### Einsatz im Zweiten Weltkrieg
Nach Ausbruch des Zweiten Weltkrieges im September 1939, übernahm die Sumatra Sicherungs- und Patrouillenaufgaben in den niederländischen Heimatgewässern. Dabei geleitete sie unter anderem Handelsschiffe der kriegführenden Staaten (die Niederlande hatten bei Kriegsausbruch ihre Neutralität erklärt) durch die eigenen Gewässer. Kommandant des Kreuzers zu dieser Zeit war Kapitein ter Zee Coenraad H. Brouwer. Ferner half das Schiff in der Nacht des 6./7. März 1940 bei der Bergung von Besatzungsangehörigen des holländischen U-Bootes O 11, welches nach einer Kollision mit dem Schlepper BV-3 nahe Den Helder gesunken war. Das U-Boot wurde bereits einen Tag später wieder gehoben, aber drei Besatzungsangehörige von O 11 hatten bei dem Unglück den Tod gefunden.
Zum Zeitpunkt des deutschen Überfalls auf die Niederlande am 10. Mai 1940, lag die Sumatra in Vlissingen und feuerte dabei am gleichen Tag erstmals ihre Waffen im Kampfeinsatz ab, als sie deutsche Seeflugzeuge, die aus der Luft Minen vor Vlissingen abwarfen, beschoss (wenngleich auch erfolglos). Um nicht in deutsche Hände zu fallen, lief der Kreuzer am Morgen des 11. Mai nach dem Vereinigten Königreich aus und erreichte einen Tag später den Hafen von Immingham. Dort wurde das Schiff mit einem um den gesamten Rumpf gelegten Kabel zur Abwehr von Magnetminen ausgerüstet.
Im Juni 1940 verlegte die Sumatra via Milford Haven nach dem kanadischen Halifax. An Bord befanden sich dabei auch Prinz Bernhard zur Lippe-Biesterfeld und Prinzessin Juliana (die spätere niederländische Königin) sowie deren Kinder, die nach Kanada in Sicherheit gebracht werden sollten. In den Folgemonaten operierte der Kreuzer vor der US-Ostküste, in der Karibik und im Atlantik, wobei zumeist britische Truppentransporte gesichert wurden. Unter anderem wurden dabei auch Kingston und Curaçao angelaufen. Im Juli 1940 beteiligte sich die Sumatra zudem an der (erfolglosen) Suche nach dem deutschen Handelsstörkreuzer Widder im westlichen Mittelatlantik. Anfang September 1940 wurde die Sumatra nach Niederländisch-Indien detachiert und verlegte infolgedessen über Kapstadt und Mauritius nach Surabaya. Bereits während des Anmarsches hatte es dabei erneut Maschinenprobleme gegeben, weswegen der Kreuzer kurz nach der Ankunft eingedockt werden musste. Es zeigte sich bei nachfolgenden Inspektionen, dass sich an den Fundamenten der Turbinen Risse gebildet hatten. Da infolgedessen die Höchstgeschwindigkeit auf nur noch 15 kn beschränkt werden musste, wurde das Schiff am 16. Oktober 1940 vorübergehend außer Dienst gestellt.

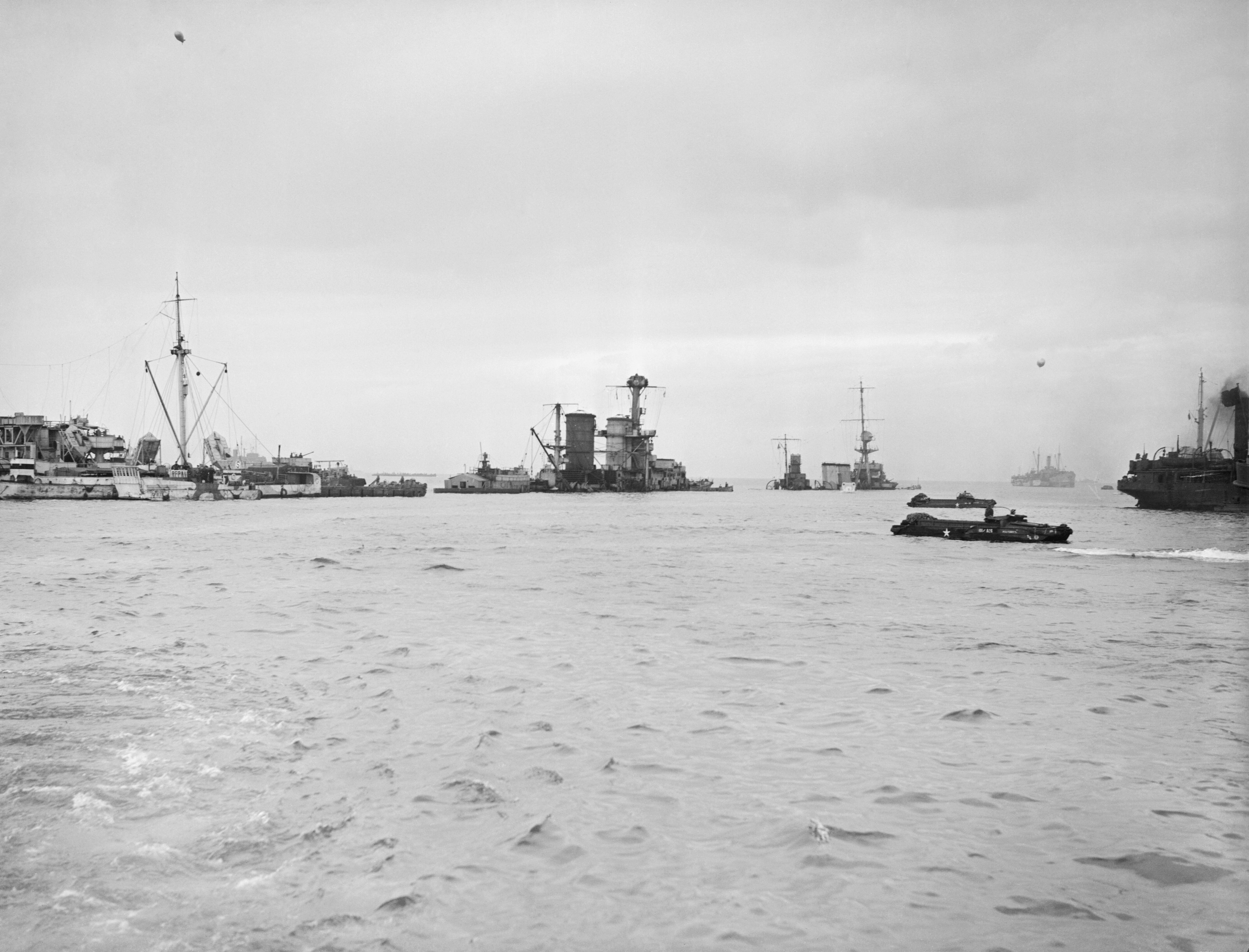
Die vor Ouistreham auf Grund gesetzte Sumatra (zweites Schiff von links) im Jahr 1944.

Nach Ausbruch des Pazifikkrieges und im Kontext des damit verbundenen Vormarsches japanischer Streitkräfte in Richtung Niederländisch-Indien, wurde der (noch nicht reparierte) Kreuzer Ende Januar 1942 wieder in Dienst gestellt und verlegte, da er infolge der niedrigen Höchstgeschwindigkeit nicht für Kampfeinsätze geeignet war, ab dem 3. Februar 1942 über Trincomalee und Bombay nach Portsmouth. Während dieses Überführungsmarsches funktionierten zeitweilig nur noch vier der acht Kessel und zwei der drei Turbinen (die aber zudem nur mit reduzierten Drehzahlen gefahren werden konnten). Infolge dieser gravierenden Maschinenprobleme erreichte die Sumatra Portsmouth erst am 30. Oktober 1942. Dort wurde das Schiff im November 1942 aufgelegt und verblieb für rund eineinhalb Jahre in diesem Zustand.

## Verbleib
Am 29. April 1944 wurde die Sumatra endgültig außer Dienst gestellt und zugleich an die Royal Navy übergeben. Nur mit einer Rumpfbesatzung besetzt, wurde das Schiff, unter britischem Kommando stehend, nach dem Beginn der alliierten Landung in der Normandie vor die Küste der Normandie verbracht und dort am 9. Juni 1944 als Wellenbrecher vor Ouistreham selbst versenkt, um den Bau des Mulberry-B-Teilstückes „Gooseberry 5“ gegen den Anprall von Wellen abzuschirmen. Das Schiff lag etwa 4.500 m von der Küstenlinie entfernt und in rund 7,5 m tiefem Wasser, weswegen die Aufbauten und große Teile des Rumpfes noch aus dem Wasser ragten.
Das Wrack blieb für mehrere Jahre vor der Küste liegen und wurde nach und nach von Stürmen teilweise zerschlagen. Erst 1951 wurden die Reste der Sumatra zerlegt und verschrottet.